# Sekularisme i Frankrig
Sekularisme i Frankrig (fransk: "laïcité", opr. af græsk: λαϊκός, laïkós = "af folket"; lægmand) er et udtryk der betegner en gennemført sekulær stat hvor religionen ikke har nogen institutionel indflydelse på statens anliggender og hvor staten omvendt heller ikke har indflydelse på religioners anliggender. 
Konceptet adskiller sig således fra det engelske laicity, der er en politisk teori med adskillelsen af politik og religion som mål for at kunne sikre religionsfriheden, ligesom det også er forskelligt fra sekularisme, der ofte indebærer en uvilje mod at trosretninger gennem almindelige politiske processer skal kunne påvirke offentlige anliggender. Laïcité forbindes særligt med Frankrig, idet det her er indskrevet i forfatningen, men kendes også fra Tyrkiet og USA, mens Brasilien og Belgien i mindre grad har elementer heraf.
Laïcité ønsker at værne om både tankefrihed og religionsfrihed og anser fraværet af en statsreligion og den deraf følgende adskillelse af kirke og stat som en forudsætning herfor. Således adskiller laïcité sig fra anti-klerikalismen, der aktivt bekæmper indflydelse fra religion og gejstlighed. Laïcité opstiller en skillelinje mellem privatlivets sfære, som religionen hører hjemme i, og den offentlige sfære, hvor mennesker skal fremstå uden etniske, religiøse eller andre kendetegn og kun som borgere med samme rettigheder som øvrige borgere. Dette indebærer at regeringen i et land med laïcité må afstå fra at indtage religiøse standpunkter.
Kritikere af laïcité hævder at den i praksis er et skalkeskjul for anti-klerikalisme, og at den i stedet for at fremme tanke- og religionsfrihed kan hindre den troende i at udøve sin religion i praksis. En modsat kritik går på at et samfund er historisk gennemsyret af en dominerende religion og de facto må fremme denne. Således placerer man i Frankrig skoleferier så de passer med kirkeåret. De franske myndigheder bemærket hertil at man har lovfæstet at alle troende kan få fri på deres vigtige religiøse festdage, og at man i skolerne tager hensyn til elevernes forskellige religioner i sammensætningen af skolemad.